# Teatro erudito
Il teatro erudito è un genere teatrale apparso nel Rinascimento.

## Storia
Il teatro erudito nacque grazie agli studi compiuti dagli umanisti sui classici greci e latini, in un periodo storico compreso tra la fine del Quattrocento e l'inizio del Cinquecento.
Soprattutto a Roma e Firenze questi testi furono riportati su scene improvvisate da declamare davanti a un selezionatissimo quanto elitario uditorio. Più spesso avvenne che venivano tradotti per il teatro, dando origine così alle tre principali forme artistiche del teatro erudito:
- il dramma pastorale, sorto in Italia e diffusosi in tutta Europa tra il Cinquecento ed il Seicento;
- la commedia umanistica, in latino, fiorita nel Quattrocento, ispirata alla fabula palliata di Terenzio e Plauto, ma anche all'opera di autori come Seneca.
- la commedia erudita del XVI secolo italiano, sorta per divertimento di studiosi, debitrice della vastissima eredità comica lasciata da autori quali Menandro, Plauto e Terenzio;
- la tragedia erudita, meno diffusa ed imitata, ricalcata su autori quali Euripide e Seneca.

Contemporaneamente stava nascendo e diffondendosi, presso le corti europee, la Commedia dell'Arte.
Notevoli furono le novità apportate nel teatro erudito, che abbandonarono parte dell'opacità e della monotonia che aveva caratterizzato il teatro del Medioevo.
Dapprima messi in scena nelle residenze nobiliari e nelle corti (sia in cortili, sia in appositi spazi scenici chiusi), in seguito gli spettacoli saranno affidati alle prime scuole teatrali (in precedenza recitavano studenti, accademici e gentiluomini, tutti rigorosamente non professionisti). Le compagnie erano finanziate per mezzo del mecenatismo o dalle stesse scuole. A partire dal Cinquecento, andranno sempre più affermandosi le interpretazioni di attori professionisti. Pittori e architetti si preoccupavano di allestire le scenografie.
Ricchi di parti improvvisative (talvolta scritte appositamente per mettere in mostra il talento di uno dei comici), a partire dal XVI secolo, riapparvero gradatamente le donne sul palcoscenico, nonostante i divieti della Chiesa.
I personaggi erano stilizzati in tipi fissi, come le maschere.
Vezzo della nobiltà e del clero (appassionato spettatore fu anche il pontefice Leone X) è dunque per eccellenza fenomeno di corte. 
Le forme musicali principali adottate dal teatro erudito furono: il mottetto, la lauda, la frottola e il madrigale. Con il teatro erudito aumentano i cambi di tonalità e si arricchisce la musica strumentale; inoltre, proprio dal dramma pastorale deriverà poi il melodramma.